# Puya clava-herculis
Puya clava-herculis es una especie de plantas del género Puya. Esta especie es nativa de Ecuador y en el departamento colombiano de Nariño a una altitud de 3350 a 4200 metros.
Fue descrito por primera vez en 1904 por Carl Christian Mez y Luis Sodiro.

## Descripción
Puya clava-herculis está ampliamente distribuida en los páramos a altitudes de 3350 a 4200 m. La espiga floral, que domina la apariencia de Puya clava-herculis, crece entre uno y un metro y medio de altura y alcanza hasta cuatro centímetros de diámetro. Termina en una inflorescencia doble en forma de pluma, con forma cilíndrica que alcanza un diámetro de diez centímetros y una longitud de 17 centímetros. La superficie es de color marrón y escamosa. Las hojas primarias lanceoladas son enteras. De dos a cuatro de las flores reales se colocan en pequeñas ramas de la inflorescencia. Los tallos de las flores son comprimidos y cortos. Los pétalos coriáceos miden entre 2,5 y 2,7 centímetros de largo y son puntiagudos.
Las hojas están dispuestas en roseta. Son de color verde a marrón rojizo, de 30 a 40 centímetros de largo y 2,5 centímetros de ancho. Tienen una vaina foliar corta y en forma de huevo. Mientras que la parte superior de la hoja está desnuda, la parte inferior está cubierta de escamas blancas entre las nervaduras. Los bordes son ligeramente dentados y tienen espinas gruesas, curvadas hacia adentro, de color marrón, de entre seis y nueve milímetros de largo.

## Galería
|                 |
| Inflorescencia. |

|                                    |
| Roseta de hojas vista desde arriba |

|                                                                                |
| Escalada en el Parque Nacional Cajas, Ecuador, con varias Puya clava-herculis. |